# VascoPress

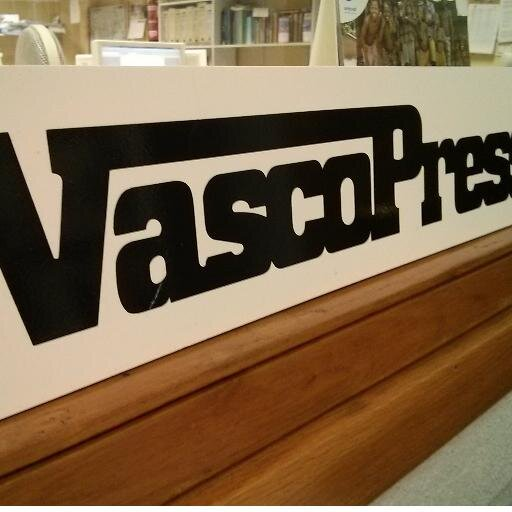
Imagen parcial de la redacción de VascoPress

VascoPress es una agencia de noticias del País Vasco fundada por un grupo de ocho profesionales, entre ellos Antonio Petit Caro, su director hasta 1999, al que reemplazó Guillermina Rodrigo, hasta su cierre.

## Origen
La creación de la Agencia VascoPress fue una aventura inédita hasta entonces en España. Fueron un grupo de periodistas de La Gaceta del Norte de Bilbao, y no una empresa de comunicación, los que se lanzaron a crear VascoPress. El 1 de noviembre de 1982 fue su primer día de actividad. Especializada en cubrir la actualidad informativa regional en el País Vasco, ya fuera en noticias de ámbito local, económico, político o cultural, se centró en el terrorismo de la banda terrorista Euskadi ta Askatasuna (ETA).
A lo largo de tres décadas de trayectoria, por la redacción de esta agencia pasaron periodistas como Charo Zarzalejos y José Luis Blanco Zamora --ambos pertenecientes al aquel equipo fundacional--, y Florencio Domínguez, en la actualidad el mayor experto en ETA en el mundo.
En junio de 2003, VascoPress junto a las otras cuatro agencias autonómicas existentes en el territorio nacional --Agencia ICAL de Castilla y León, Axencia Galega de Noticias, ACN Press de Canarias y la Agencia Aragonesa de Noticias - Aragón Press-- hicieron público un acuerdo de colaboración que, en una primera fase, se centró en el intercambio de informaciones y recursos, para potenciar así los servicios que cada una de ellas prestaba en su ámbito de actuación.

## Cierre de VascoPress
A las 18.48 horas del 15 de julio de 2015 la agencia de noticias VascoPress emitió su último teletipo:
Buenas tardes.
Con la noticia que acabamos de transmitir se cierra definitivamente el servicio informativo de VascoPress, antes de apagar simbólicamente aquellos viejos teletipos de nuestros comienzos en noviembre de 1982, hoy reemplazados por las nuevas tecnologías.
En este trance, queremos que estas líneas previas al cierre no constituyan una despedida. Preferimos que sean de agradecimiento sincero y sentido a todos los compañeros con los que a lo largo de más de tres décadas hemos tratado de colaborar en el apasionante oficio de hacer realidad día a día, hora a hora, el empeño informativo. A todos, muchas gracias por vuestra comprensión y por vuestro apoyo.
Pero en esta hora del adiós queremos recordar con particular admiración y cariño a los compañeros que ya no están con nosotros y que en 1982 y en años posteriores tuvieron un papel decisivo para el nacimiento y el desarrollo de la apasionante aventura que ha supuesto la Agencia VascoPress. Ellos marcaron toda una época en el periodismo vasco y de todos ellos, de su compañerismo y de su generosidad, tratamos de aprender lo que sabemos de este oficio.
Reiterando a todos nuestro agradecimiento,
VascoPress